# Кули, Чарлз Хортон
Ча́рльз Хо́ртон Ку́ли (также Чарлз, англ. Charles Horton Cooley, 17 августа 1864, Энн-Арбор, Мичиган — 8 мая 1929, там же) — американский социолог и социальный психолог, профессор Мичиганского университета, один из президентов Американской социологической ассоциации.

## Биография
Учился в Мичиганском университете, преподавал там же с 1892 года до конца жизни. С 1918 года был президентом Американского социологического общества.

## Научная деятельность
В основе социологической теории Кули лежат социальный органицизм и признание основополагающей роли сознания в формировании социальных процессов. Называя себя монистом, Кули рассматривал общество, социальные группы и индивида как единый живой организм. Но органицизм Кули далек от биологических аналогий; его холизм основан на ментальной природе социального организма — «сверх-Я», «большом сознании».
Исходной предпосылкой его теории было утверждение о социальной природе человека, что мы без преувеличения можем назвать образом человека как культурного существа. По словам Кули, социальная природа человека «вырабатывается в человеке при помощи простых форм интимного взаимодействия или первичных групп, особенно семейных и соседских, которые существуют везде и всегда воздействуют на индивида одинаково». Она представляет собой некий общий для всего человечества комплекс социальных чувств, установок, моральных норм, составляющий универсальную духовную среду человеческой деятельности.
Социальной природе человека соответствует особое социальное познание, «которое способно соединять видимое поведение с воображением соответствующих внутренних процессов сознания». Макс Вебер назвал бы такое познание «пониманием», предполагающим наличие субъективного смысла деятельности, а социологию, которую строил на этом основании Кули, — понимающей социологией.

## Основные труды
- «Человеческая природа и социальный порядок» (1902);
- «Социальная организация» (1909);
- «Социальный процесс» (1918);
- «Социологическая теория и социальное исследование» (1930).

## Переводы на русский язык
Кули Ч.Х. Избранное: Сб. переводов / РАН. ИНИОН. Центр социал. научн.-информ. исследований. Отд. социологии и социальной психологии; Сост. и переводчик В. Г. Николаев;  Отв. ред. Д.В. Ефременко. – М., 2019. – 234 с. – (Сер.: Теория и история социологии).